# 韋爾科姆 (路易斯安那州)
韋爾科姆（英語：Welcome）是位於美國路易斯安那州聖詹姆斯堂區的一個普查規定居民點。

## 人口
根據2020年美國人口普查的數據，韋爾科姆的面積為13.27平方千米，當中陸地面積為11.75平方千米，而水域面積為1.52平方千米。當地共有人口672人，而人口密度為每平方千米50.64人。